# بيتر إستر
بيتر إستر (بالهولندية: Peter Ester)‏ هو عالم اجتماع وسياسي هولندي، ولد في 5 يونيو 1953 في أوترخت في هولندا. حزبياً، نشط في الاتحاد المسيحي. وقد انتخب عضو مجلس الشيوخ في هولندا.